# Maurice Roques
Maurice Prosper Roques (* 26. Oktober 1911 in Montpellier, Département Hérault; † 19. Juni 1997 in Pérignat-lès-Sarliève, Département Puy-de-Dôme) war ein französischer Geologe und Hochschullehrer.

## Leben
Roques war der Sohn von Xavier Roques und Edith Stieltjes. Seine Eltern waren beide Universitätsprofessoren. Im September 1937 heiratete er Suzanne Bernard, mit der er drei Töchter und einen Sohn hatte. Nach dem Abschluss des Lycée de Toulouse studierte Roques an den wissenschaftlichen Fakultäten in Toulouse und der Sorbonne in Paris, wo er zum Docteur ès sciences promoviert wurde. Zudem hatte er ein Ingenieursdiplom in Geologie der École nationale supérieure du pétrole et des moteurs.
1934 wurde er Präparator und 1937 Assistent an der naturwissenschaftlichen Fakultät der Universität Clermont-Ferrand. 1942 war er Arbeitsleiter an der naturwissenschaftlichen Fakultät der Universität Straßburg. Im selben Jahr wurde er in das Staatssekretariat für Kommunikation berufen, wo er an einem Einsatz in Französisch-Westafrika mitwirkte. 1943 wurde er Mitarbeiter im Kommissariat für Kolonien und war als Hauptgeologe in der Direktion für Bergbau in Französisch-Westafrika tätig. 1945 war er erneut Arbeitsleiter an der naturwissenschaftlichen Fakultät der Universität Straßburg und 1946 an der Universität Clermont-Ferrand, wo er den Großteil seiner akademischen Karriere verbrachte. 1947 wurde er Dozent (Maitre de conférences), von 1949 bis 1960 Professor für Geologie, von 1961 bis 1962 wissenschaftlicher Direktor des Bureau de recherches géologiques et minières, von 1964 bis 1967 Dekan und 1968 erneut Professor für Geologie. 1977 wurde er zum Ehrenprofessor und Ehrendekan der Fakultät für Naturwissenschaften in Clermont-Ferrand ernannt.
Roques’ Arbeiten befassten sich mit der Petrographie, Geochronologie und Strukturgeologie alter Sockel (Zentralmassiv, Afrika und Madagaskar). Zudem hatte er zahlreiche Studien zur angewandten Geologie (Bergbausuche, geologische Karten, Errichtung von Dämmen) in Frankreich aber auch in Afrika, den Vereinigten Staaten und Französisch-Guyana durchgeführt.
Zu Roques’ wichtigsten Werken zählen seine Dissertation Les schistes cristallins de la partie sud-ouest du Massif Central français (1941), Précambrien de l’Afrique occidentale française (1948) sowie Géochronologie du socle du Massif Central français (1972).

## Mitgliedschaften
1962 war er Präsident der Société géologique de France. Im Februar 1978 wurde er korrespondierendes Mitglied der Académie des sciences.

## Ehrungen und Auszeichnungen

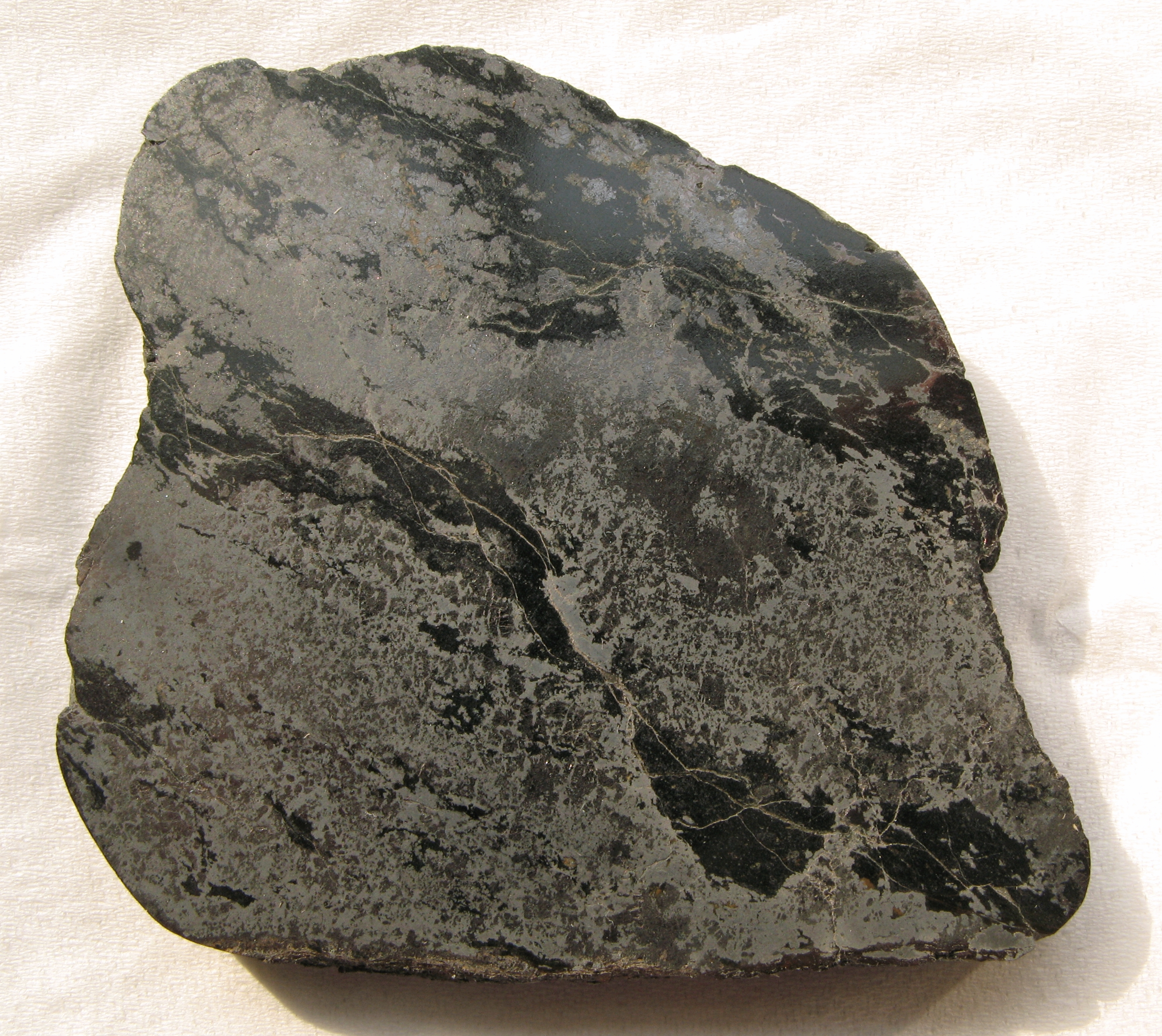
Das Mineral Roquesit wurde nach Maurice Roques benannt.

Roques war Offizier der Ehrenlegion, Kommandeur des Ordre national du Mérite und des Ordre des Palmes Académiques, Träger des Prix Saintour der Académie des sciences (1942), des Prix Auguste Viquesnel (1948) der Société géologique de France, des Prix Prestwich der Société géologique de France (1969) sowie des Prix Mége der Académie des sciences, arts et belles lettres de Clermont (1980). 1963 wurde ihm zu Ehren das Mineral Roquesit benannt.